# 丹代
8°28′22″S 13°22′23″E / 8.47278°S 13.37306°E

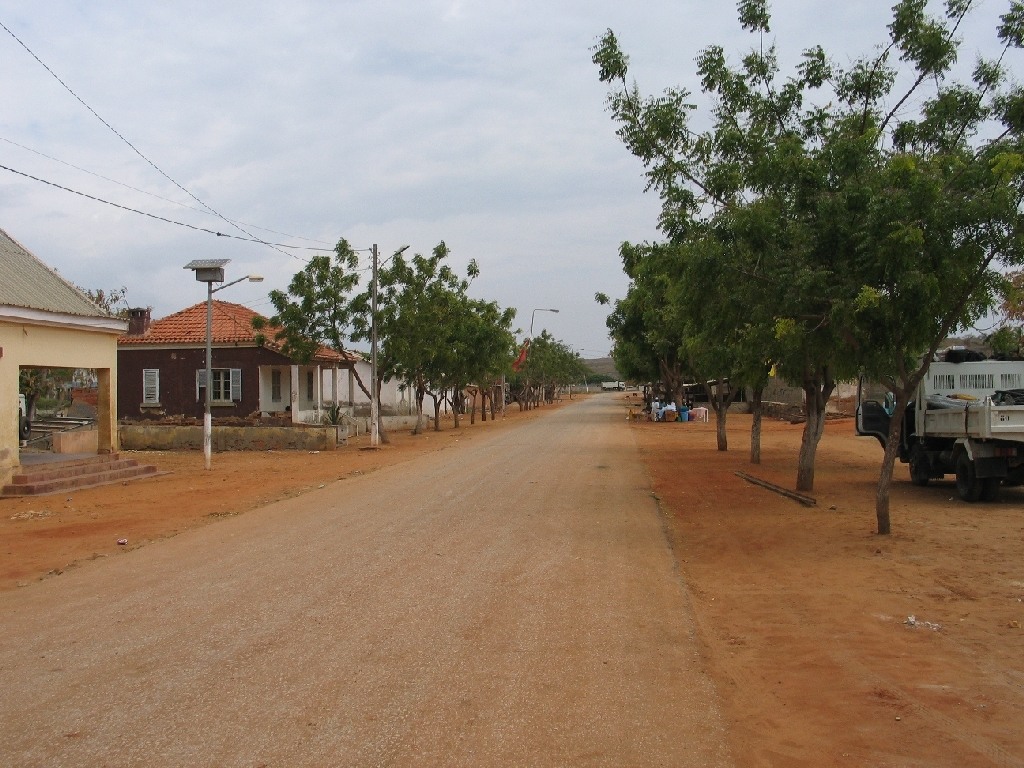
丹代

丹代（葡萄牙語：Dande），是安哥拉的城鎮，位於該國西北部，由本哥省負責管轄，首府設於卡西托，面積6,529平方公里，2006年人口82,992人，人口密度每平方公里13人。2014年的人口普查資料為222,528人，人口密度每平方公里80人。

## 外部連結
- . Statoids.   [April 6, 2009]. （原始内容存档于2018-12-26）.